# Continental Dohányipari Csoport
A Continental Dohányipari Csoport egy független, családi tulajdonban álló cégcsoport, amely több, Európában működő dohányipari vállalatot egyesít. 1998 óta a több mint 130 éves múltra visszatekintő sátoraljaújhelyi dohánygyár tulajdonosa. A cégcsoport több mint 700 főt foglalkoztat és több mint 4000 mezőgazdasági dolgozónak ad közvetetten munkát, termékeik Magyarországon, valamint világszerte 30 országban elérhetőek.
A dohányipari csoport vertikálisan integráltan működik, tevékenysége a leányvállalatai révén a dohány termesztésére és fermentálására, a dohánytermékek gyártására, a hazai disztribúcióra, illetve a nemzetközi forgalmazásra is kiterjed.

## Cégtörténet
A Continental Dohányipari Zrt. elődjét, a V. Tabac Dohányipari Rt.-t 1996-ban alapította Hódmezővásárhelyen két magyar üzletember. Első márkájával, a Pannónia cigarettával a hazai dohányipar privatizációjának lezajlását követően lépett a piacra a társaság, amellyel egy év alatt mintegy 6 százalékos piaci részesedést ért el.
1996 májusában megalakult a termékek disztribúciójáért felelős Tabán Trafik Kft., ettől kezdve tekinthető a V. Tabac cégcsoportnak. A Tabán Trafik Kft. az akkori gyakorlattal szakítva, együttműködve a regionális nagykereskedő partnerekkel, részben közvetlenül juttatta el a cég termékeit a kiskereskedő partnerekhez.
1997 januárjában a gyártás biztonságához szükséges dohányalapanyagok, félkész termékek biztosítása érdekében a csoport privatizációs eljárásban megvásárolta a több mint 160 éves múltra visszatekintő, szolnoki DOFER Dohányfermentáló Rt.-t.
1998 januárjában folytatódott a bővülés, a csoport tulajdonába került a több mint 130 éve aktív Sátoraljaújhelyi Dohánygyár, amelyet az addigi tulajdonos, az amerikai 
R. J. Reynolds Tobacco Company
kivonulása miatt a bezárástól mentett meg a cégcsoport. Ezzel egyúttal a gyártási folyamatok átkerültek Hódmezővásárhelyről Sátoraljaújhelyre.
A V. Tabac 2004-ben, Magyarország Európai Unióba történő belépését követően, az exporttevékenység támogatása, valamint a kitűzött célok megjelenítése érdekében vette fel a Continental Dohányipari Csoport nevet.
A 2010-es években a generációváltás került fókuszba az alapítása óta családi vállalkozásként működő vállalatcsoportnál – a társalapító Sánta János nyugdíjba vonulásával után fia, ifj. Sánta János vette át a cégcsoport irányítását.

## A sátoraljaújhelyi dohánygyár
Az 1998 elején a V. Tabac tulajdonába került, addig csak cigarettagyárként funkcionáló, több mint 130 éves múltra visszatekintő sátoraljaújhelyi dohánygyárban jelentős beruházásláncolatot valósított meg a cégcsoport, amelynek nyomán mindenfajta dohánytermék előállítására alkalmassá vált. 2003 és 2008 között a társaság közel 4 milliárd forint értékben hajtott végre fejlesztéseket, 2018 végén pedig több mint 1 milliárd forint értékű kapacitásbővítést valósított meg egy új üzem átadásával. 2021 szeptemberében egy közel 10 milliárd forint értékű beruházásba kezdett a vállalat, amelyet 2022 novemberében a háromszintes, modern dohány-előkészítési üzemcsarnok átadásával és a hagyományos gyártósor korszerűsítésével sikerrel zárt.

## Nemzetközi jelenlét
A csoport exporttevékenysége nyomán jelenleg mintegy 30 országban, többek között az Európai Unió számos tagországában, Chilében, Brazíliában, az Egyesült Arab Emirátusokban, Tajvanban és Szaúd-Arábiában is jelen van.
Az első nemzetközi leányvállalat megalapítására 1999-ben került sor: a romániai Taban Trafic Romania srl. új építésű, aradi gyárában 1999 augusztusában indult meg a termelés. A sort 2001-ben a szlovákiai leányvállalat (Continental Tobacco Slovakia sro.) alapításával folytatta a társaság. Az exporttevékenység Magyarország Európai Unióhoz való csatlakozásával még hangsúlyosabbá vált, amelynek érdekében 2004-ben létrejött a német (Continental Tobacco Germany GmbH.), majd 2005-ben az olasz (Continental Tobacco Italy srl.) leányvállalat.

## A cégcsoport tagjai
Continental Dohányipari Zrt.
A sátoraljaújhelyi dohánygyár tulajdonosa, amely a cégcsoport termékeinek előállításáért felelős. A társaság tevékenysége üzletfejlesztési részlege révén a termékgondozásra, illetve szaktanácsadásra is kiterjed.
DOFER Dohányfermentáló Zrt.
A céget az Osztrák-Magyar Monarchia idején, az 1860-as években alapították. 1997 óta Continental cégcsoport tagja. A DOFER alaptevékenységébe a dohányfermentálás mellett a Dohánytermesztés biológiai alapjaival összefüggő alkalmazói kutatások és a műszaki fejlesztési tevékenység is beletartozik.
Tabán Trafik Zrt.
A Tabán Trafik 1996-os alapításától a termékdisztribúcióért volt felelős. Az Országos Dohányboltellátó Zrt. többségi tulajdonosa, amely a trafikrendszer 2013-as bevezetése óta, a dohánykiskereskedelmi-ellátási tevékenység folytatása céljából kötött koncessziós szerződés alapján a nemzeti dohányboltok ellátásáért felel.
Continental Tobacco Germany GmbH.
A cégcsoport németországi leányvállalata 2004 óta működik, portfóliójába a prémium kategóriás termékek (hozzáadott anyagok nélküli, naturális cigaretták, finomra vágott cigarettadohány, természetes dohánylevélbe filteres szivarkák) is beletartoznak. A társaság a saját márkás termékek bérgyártásával is foglalkozik.
Continental Tobacco Italy srl.
A Continental Tobacco Italy 2005-ben kezdte meg működését. Portfóliója a cigaretta- és filteres szivarkamárkák mellett többek között finomra vágott cigarettadohányt, valamint természetes dohánylevélbe burkolt szivarkákat is magában foglal.
Continental Tobacco Romania SA. (egykori nevén Taban Trafic Romania srl.)
A cégcsoport első nemzetközi leányvállalata 1999-es alapítása óta a csoport romániai gyártási és értékesítési egysége. A vállalat szerepe Románia 2007-es EU-csatlakozását követően átalakult – a gyártás átkerült Magyarországra, a társaság pedig azóta a Continental márkák forgalmazójaként működik.
Continental Tobacco Slovakia sro.
A leányvállalat 2001 óta működik, kezdetben a csoport hagyományos márkáit forgalmazta, az utóbbi években portfóliója egyre több termékkel szélesedik.